# Royler Gracie

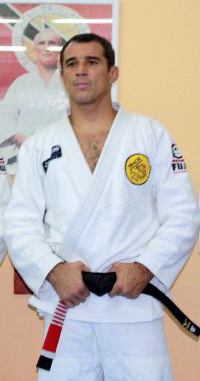
Royler Gracie vor einem Bild seines verstorbenen Vaters Helio Gracie.

Royler Gracie (* 6. Dezember 1965 in Rio de Janeiro) ist ein ehemaliger brasilianisch-amerikanischer Mixed-Martial-Arts-Kämpfer und Brazilian Jiu-Jitsu-Großmeister. Er leitete viele Jahre die Gracie Humaitá-Schule in Rio de Janeiro unter der Leitung seines Vaters Helio und lebt und unterrichtet in San Diego, Kalifornien.

## Biographie
Als Sohn des verstorbenen Großmeisters Helio Gracie und Bruder von Rickson und Royce Gracie gehört Royler zur Gracie Family. Er hält einen rot / schwarzen Gürtel 7. Grades in Brazilian Jiu Jitsu, dem Stil, den seine Familie entwickelt hat.
Vor seinem Rücktritt aus dem aktiven MMA-Sport trat Royler über 20 Jahre lang bei diversen Turnieren an. Royler ist auch viermaliger Brazilian Jiu-Jitsu-Weltmeister in der Kategorie Pena / Federgewicht Black Belt.
Er hält einen professionellen Mixed-Martial-Arts-Rekord von fünf Siegen, fünf Niederlagen sowie einem Unentschieden.
Sein letzter Kampf fand am 14. September 2011 im Alter von 45 Jahren statt, als er durch eine uneinheitliche Entscheidung gegen Masakatsu Ueda verlor.
Im Jahr 2003 traf Royler Gracie im Viertelfinale des ADCC-Turniers auf Eddie Bravo in der Klasse unter 66 kg.
Royler war zu dieser Zeit 38 Jahre alt, wurde aber immer noch als einer der Favoriten angesehen, um die Division zu gewinnen. Bravo, der zu der Zeit erst Träger des Braungurts war, dominierte ihn überraschend mit seiner damals noch weithin unbekannten „Rubber Guard“, aus der er Royler mit einem Triangle Choke zur Aufgabe zwang.
Am 29. März 2014 gab es beim Turnierformat „Metamoris III“ einen mit Spannung erwarteten Rückkampf gegen Eddie Bravo.
Trotz der eindeutigen Dominanz Bravos, der Gracie beinahe über die gesamte Kampfzeit von 30 Minuten in seinem Lockdown kontrollierte, und mehrere Attacken mittels seines „Vaporizers“, einem Calf Crank, sowie eines Twisters ansetzte, endete das Match als Unentschieden, da die ersten 20 Minuten keine Punkte gewertet wurden. Diese Regel sollte verhindern, dass ein Gegner früh durch Punkte in Führung ging, um dann die Punkte über eine längere Zeit zu halten, wodurch der Kampf in einem „Lay and Pray“ enden und damit für die Zuschauer uninteressant würde.

## Medienauftritte
In einer Episode der dritten Staffel der US-amerikanischen Serie „Wildboyz“ besuchen Steve-O und Chris Pontius Brasilien und besuchen die Gracie Jiu-Jitsu-Schule in Rio de Janeiro.
Royler tritt gegen Chris Pontius an und dominiert ihn mit einem Choke, während die Studentin Leticia Ribeiro Steve-O per Armbar-Submission besiegte.

## Publikationen
Gracie hat drei Lehrbücher über brasilianisches Jiu-Jitsu mit verfasst:
- Brasilianisches Jiu Jitsu: Theorie und Praxis mit seinem Cousin Renzo Gracie[10]
- Brasilianische Jiu-Jitsu-Submission-Grappling-Techniken mit dem Autor Kid Peligro[11]
- Gracie Submission Essentials: mit seinem verstorbenen Vater Helio Gracie und Kid Peligro[12]

## Privatleben
Royler ist mit Vera Lucia Ribeiro verheiratet. Sie haben 4 Töchter; Rayna, Rayssa, Rhauani und Rarine. Am 23. September 2015 wurde Royler Staatsbürger der Vereinigten Staaten von Amerika.

## MMA-Statistik
| - 5 Siege (4 durch Aufgabegriff, 1 durch Entscheidung, 0 durch K.O.), - 5 Niederlagen(1 durch Aufgabegriff, 2 durch Entscheidung, 2 durch K.O.) - 1 Unentschieden |              |                   |                    |                                    |                                    |       |       |
| Ergebnis | Profi-Rekord | Gegner            | Datum              | Veranstaltung                      | Methode                            | Runde | Zeit  |
| Niederlage | 5-5-1        | Masakatsu Ueda    | 14. September 2011 | Amazon Forest Combat 1             | Punktentscheidung (geteilt)        | 3     | 5:00  |
| Niederlage | 5-4-1        | Hideo Tokoro      | 31. Dezember 2006  | Amazon K-1 Premium 2006 Dynamite!! | Punktentscheidung (Einstimmig)     | 2     | 5:00  |
| Niederlage | 5-3-1        | Norifumi Yamamoto | 7. September 2005  | Hero’s 3                           | Punktentscheidung (Einstimmig)     | 2     | 00:38 |
| Sieg | 5-2-1        | Koji Yoshida      | 6. Juli 2005       | Hero`s 2                           | Punktentscheidung (Mehrheit)       | 2     | 5:00  |
| Sieg | 4-2-1        | Kazuyuki Miyata   | 20. September 2004 | Rumble on the Rock                 | Aufgabe (Triangle Choke)           | 2     | 2:46  |
| Niederlage | 3-2-1        | Genki Sudo        | 22. Mai 2004       | K-1 MMA ROMANEX                    | TKO (Schläge)                      | 1     | 03:40 |
| Unentschieden | 3-1-1        | Takehiro Murahama | 3. Januar 2001     | Deep - 1st Impact                  | Unentschieden                      | 2     | 10:00 |
| Niederlage | 3-1          | Kazushi Sakuraba  | 21. November 1999  | Pride FC (Pride 8)                 | Aufgabegriff (Stopp durch Referee) | 2     | 13:16 |
| Sieg | 3-0          | Yuhi Sano         | 15. März 1998      | Pride FC (Pride 2)                 | Aufgabe (Armbar)                   | 1     | 33:14 |
| Sieg | 2-0          | Noboru Asahi      | 7. Juli 1996       | Vale Tudo Japan 1996               | Aufgabe (Rear Naked Choke)         | 1     | 05:07 |
| Sieg | 1-0          | Ivan Lee          | 24. Juni 1996      | Vale Tudo Universal Fighting 2     | Aufgabe (Rear Naked Choke)         | 1     | 01:33 |